# الاتحاد الجمركي لدول مجلس التعاون

شعار الاتحاد الجمركي لدول مجلس التعاون.

الاتحاد الجمركي لدول مجلس التعاون هو أحد وسائل توحيد الأنظمة والإجراءات الجمركية في دول المجلس من أهم الأسس التي تعمل إدارات الجمارك بالدول الأعضاء على إنجازها. والتي من بينها، إيجاد نظام «قانون» موحد للجمارك لدول مجلس التعاون يوحد الإجراءات الجمركية في جميع إدارات الجمارك بدول المجلس ويساهم في تعزيز التعاون في مجال الجمارك بين الدول الأعضاء. وقد بدأ العمل لتحقيق هذا الهدف منذ عام 1992م، وعقدت اللجنة الفنية المكلفة بهذه المهمة من قبل مدراء عامي الجمارك سبعة عشر اجتماعاً لهذا الغرض انتهت بالاتفاق على النظام «القانون» المشار إليه.
وحرصاً على أن يكون هذا النظام «القانون» غير متعارضِ وأحكام الاتفاقيات الدولية ذات الصلة بعمل الجمارك ومنسجماً معها، فقد قامت الأمانة العامة بإرسال نسخ مترجمة للغة الإنجليزية منه لكل من منظمة التجارة العالمية (WTO) ومنظمة الجمارك العالمية (WCO) لإبداء ما لهما من ملاحظات عليه، وتلقت الأمانة العامة ملاحظات من كلتا المنظمتين تم عرضها على اللجنة الفنية المكلفة بمناقشته واتخذت الإجراء المناسب حيالها.
وقد أُقر النظام «القانون» الموحد للجمارك بدول المجلس في الدورة العشرين للمجلس الأعلى التي عقدت بالرياض خلال الفترة من 27 – 29 نوفمبر 1999، على أن يطبق بشكل استرشادي لمدة عام من تاريخ إقراره من المجلس الأعلى، وأن تتم مراجعته وفـق ما يـرد للأمانـة العامة من ملاحظات حوله من الدول الأعضاء تمهيداً للعمل به بشكل إلزامي في جميع إدارات الجمارك في الدول الأعضاء في نهاية عام 2000م.
وكان قرار المجلس الأعلى في دورته الحادية والعشرين المشار إليه بتمديد فترة العمل بهذا النظام «القانون» في جميع إدارات الجمارك بدول المجلس بشكل استرشادي حتى بداية عام 2002 خطوة اتاحت لإدارات الجمارك واللجان الفنية المتخصصة بدول المجلس استكمال جميع الجوانب التي من شأنها توفير العوامل التي تؤدي للتطبيق السليم لهذا النظام «القانون»، وتحقيق الغرض الذي أعد من أجله بتوحيد وتسهيل الإجراءات الجمركية في الدول الأعضاء بما يوفر دعماً للتبادل التجاري فيما بينها، ومع بقية دول العالم، ووضع الأسس المتينة للعمل بالاتحاد الجمركي لدول المجلس.